# Maralinga Tjarutja
Le Maralinga Tjarutja, ou le Conseil de Maralinga Tjarutja, est l'organisme représentant les aborigènes Anangu, propriétaires des régions occidentales lointaines d'Australie-Méridionale que l'on appelle « Pays Maralinga Tjarutja ». Le conseil a été créé par la loi de 1984 portant sur les droits fonciers du Maralinga Tjarutja. C'est l'une des quatre régions d'Australie-Méridionale ayant le statut de conseil aborigène (AC), elle n'est pas constituée en zone de gouvernement local.
Le peuple aborigène a vu ses droits historiques sur la région reconnus officiellement. Il fait partie de la branche sud du peuple Pitjantjatjara. Son territoire comprend une vaste zone de terres contaminées par les essais nucléaires britanniques des années 1950 et pour lesquels ses habitants ont finalement été indemnisés en 1991.
Un centre communautaire est situé à Oak Valley, à 840 km au nord-ouest de Ceduna. Il existe des liens historiques et de parenté étroits avec les Yalata situé à 350 km au sud, et avec le centre Pila Nguru de Tjuntjuntjara situé à 37 km à l'ouest.

## Peuples et langues
Le peuple Maralinga Tjarutja est un peuple du Grand désert de Victoria, il partage des liens culturels avec les Pitjantjatjara, Yankunytjatjara et les Ngaanyatjarra au nord ainsi qu'avec les Pila Nguru des plaines spinifex à l'ouest. Ces peuples parlent des dialectes Pitjantjatjara et Yankunytjatjara.

## Croyances ancestrales
Le mot maralinga n'est pas un vocable d'origine locale. C'est un terme tiré d'un dialecte du Territoire du Nord, le Garig (ou Garik) qui provient lui-même de la langue Ilgar (aujourd'hui disparue). Maralinga signifie « champ du tonnerre », ce terme a été choisi pour désigner la zone des essais nucléaires par WAS Butement, le responsable du projet. La terre de cette zone était couverte d'herbes spinifex et son sol rouge, le parna wiru, était favorable au campements.
Dans la mythologie du peuple Anangu les points d'eau (kapi) ont un rôle central. Ils sont habités par des esprits enfants et sont considérés comme des lieux de naissance. Leur contrôle détermine les différents groupes tribaux. D'après Ronald Berndt, le serpent d'eau Wanampi est l'esprit tutélaire des médecins indigènes. Sa fonction de fertilité semble être comparable à certains égards à celle du serpent arc-en-ciel dans les mythes de la Terre d'Arnhem. Il est considéré comme le créateur des kapis et figure en bonne place dans les cérémonies d'initiation masculines.

## Contexte écologique et humain
Ooldea, aussi nommé Yuldi, Yutulynga ou Yooldool (l'endroit où l'eau abonde) est un lieu situé sur un aquifère souterrain permanent. On pense qu'à l'origine la région faisait partie de la terre de Wirangu située sur sa frontière nord, même si celle-ci est aujourd'hui à l’intérieur des limites d'un groupe de totems emu Kokatha. L'endroit était utilisé par plusieurs peuples aborigènes et servait de site cérémoniel, de place commerciale et de lieu de rencontre avec des groupes du nord-est qui parcouraient plusieurs centaines de kilomètres pour rendre visite à des parents. Parmi les peuples qui se sont rassemblés, il y avait des tribus des groupes du nord (Kokatha et Ngalea), du sud-est (Wirangu) et du sud-ouest (Mirning). Au moment où Daisy Bates (1919–1935) y a élu domicile, on pensait que les groupes antérieurs avaient disparu et avaient été remplacés par l'arrivée de peuples spinifex du nord. À cette époque, la route du chemin de fer trans-australien venait d'être achevée et une sécheresse avait attiré les peuples du désert occidental vers le dépôt d'Ooldea.
À partir des années 1890, les colons ont progressivement démarré l'exploitation intensive de la région jusqu'à la périphérie sud de la plaine de Nullarbor. Toutefois, l'absence d'eau n'a pas permis de maintenir les troupeaux et, finalement, la région s'est finalement retrouvée relativement préservée. En 1933, les Missions Aborigènes Unies s'y établirent et attirèrent un nombre important d'habitants du désert qui y trouvaient nourriture et vêtements. Quatre ans plus tard, le gouvernement y établit une réserve de 5 200 km2. En 1941 les anthropologues Ronald et Catherine Berndt passèrent plusieurs mois au point d'eau, à la mission et au camp aborigène. Les trois années suivantes, de 1942 à 1945, ils rédigèrent l'une des premières études scientifiques portant sur l'ethnographie d'un groupe tribal australien. Celle-ci reposait sur une base d'entretiens réalisés dans une communauté de 700 habitants du désert. Le mode de vie ancestral a pu reprendre à partir d'Ooldea, à la lisière du désert, et les peuples autochtones ont pu retrouver leur mode de chasse traditionnel.

## Essais nucléaires, dépossession et restitution des terres
Au début des années 1950, le gouvernement australien a décidé d'isoler les régions d'Emu Field et de Maralinga afin de permettre les essais nucléaires britanniques. En 1952, la communauté d'Ooldea a été forcée de quitter sa terre et a été réinstallée plus au sud, à Yalata. Des barrages routiers et des soldats interdisaient tout retour.
Le site de Yalata est limitrophe de la plaine de Nullarbor, il offre un environnement écologique très différent de celui de Maralinga. À la place des plaines de spinifex du nord, le peuple Maralinga Tjaruta a trouvé une plaine calcaire caillouteuse et aride au sol mince et pauvre qui soulève une poussière grise dès qu'on le foule. Le mot aborigène tjilpi, qui signifie « gris », et qui fait allusion aux cheveux gris des anciens de la tribu, a été repris par les résidents aborigènes de Yalata pour nommer le lieu. Le nouveau nom ainsi choisi : Parna Tjilpi (la Terre Grise) évoque la réinstallation forcée à Yalata mais aussi le vieillissement et la mort qui s'ensuit.
Entre 1956 et 1957, sept bombes atomiques ont explosé sur les terres de Maralinga. Entre 1957 à 1962 d'autres essais mineurs ont causé une large dispersion de plutonium sur la zone. En 1993, une indemnité de 13,5 millions de Dollars australiens a été versée au peuple Maralinga après que trois anciens de la tribu ont présenté une plainte à Londres en fournissant comme preuve des échantillons du sol contaminé.
En 1962, le premier ministre d'Australie-Méridionale, Sir Thomas Playford, a fait la promesse que, dans une époque future, les terres du peuple Maralinga seraient restituées aux personnes déplacées à Yalata. Sous l'administration de son successeur, Frank Walsh, de courtes excursions en brousse ne dépassant pas deux semaines ont été autorisées leur permettant ainsi de renouer avec leurs modes de vie traditionnels. Dans les années 1980, pendant que les négociations commençaient, les Aborigènes ont commencé à établir des campements éloignés à proximité de leurs terres d'origine. Sous le gouvernement du premier ministre John Bannon, l'adoption de la loi de 1984 sur les droits fonciers des Maralinga Tjarutja a permis aux Aborigènes d'obtenir le titre de pleine propriété sur leurs terres ainsi que l'accès aux fonds de développement du gouvernement de l'État et de la fédération. Ils ont finalisé leur retour dans la région avec la création d'une nouvelle communauté appelée Oak Valley en mars 1985.
En 1995, en vertu d'un accord entre les gouvernements du Royaume-Uni et de l'Australie, le nettoyage du site de Maralinga a été entrepris. Celui-ci s'est achevé en 1995. Des tonnes de sol et de débris contaminés par du plutonium et de l'uranium ont été enterrés dans deux tranchées d'environ 16 m de profondeur. L'efficacité de ce nettoyage a été contestée à plusieurs reprises,.
En 2003, le Premier ministre d'Australie Méridionale, Mike Rann, a ouvert une nouvelle école à Oak Valley pour un coût de 200 000 $. Le nouveau bâtiment remplaçait deux caravanes sans eau courante ni climatisation qui avaient reçu le titre de « pire école d'Australie ».
En mai 2004, à la suite de l'adoption d'une loi spécifique, Mike Rann a tenu la promesse qu'il avait faite au chef Maralinga Archie Barton quand il était ministre des Affaires autochtones en 1991 : rendre aux peuples Maralinga Tjarutja et Pila Ngurue leur titre de propriété sur un territoire de 21 000 km2. Cette terre située à 1 000 km au nord-ouest d'Adélaïde et qui jouxte la frontière de l'Australie occidentale, est aujourd'hui connue sous le nom de « Parque conservatoire de Mamungari ». Il comprend les lacs Serpentine et constitue le plus grand retour de terres depuis la restitution des terres de Maralinga effectuée sous le premier ministre John Bannon en 1984. Les terres restituées comprennent la zone sacrée d'Ooldea, ainsi que le site du camp de la mission de Daisy Bates.
En 2014, la partie des terres restant dans la zone interdite de Woomera, appelée « Section 400 », a été extraite et remise en accès libre.

## Conseil de Maralinga Tjarutja
Le Conseil Maralinga Tjarutja est un organisme représentant les peuples Yalata et Maralinga et chargé d'administrer les terres qui leur ont été attribuées en vertu de la loi de 1984 sur les droits fonciers Maralinga Tjarutja (SA) ; son siège est situé à Ceduna.
Les Maralinga Tjarutja et les Pila Nguru (ou peuple Spinifex ) sont également propriétaires et administrent également conjointement les 21 357,85 km2 du Parc de conservation de Mamungari qui est inclus dans la zone d'administration du conseil. Emu Field fait désormais également partie de la zone du conseil, tandis que les 3 300 km2 du secteur de Maralinga constituent toujours une enclave de forme à peu près carrée dans la zone du conseil.
Le terrain cadastré d'une superficie de 120 km2 situé dans les Taranaki Plumes et appelé « Section 400 » a été rendu au propriétaire initiaux en 2007. Ce terrain comprend la zone couverte par le canton de Maralinga et les zones dans lesquelles des essais nucléaires ont été effectués par les gouvernements britanniques et australiens.
La dernière partie de l'ancien site d'essais nucléaires couvrant 1 782 km2 a été restitué en 2014.

## Film documentaire
Maralinga Tjarutja est un film documentaire réalisé en mai 2020 par Larissa Behrendt. Produit par Blackfella Films pour ABC Television, il raconte l'histoire des habitants de Maralinga. Il a été volontairement diffusé à peu près au même moment que la série dramatique Operation Buffalo, afin de donner la parole aux peuples autochtones de la région et montrer comment leur vie a été bouleversé,. Screenhub lui a attribué 4,5 étoiles, le qualifiant « d'excellent documentaire ». Ce film montre la résilience du peuple Maralinga Tjarutja, et comment les Aînés, dont les ancêtres ont vécu dans la région pendant des millénaires, révèlent une vision du temps profond et une compréhension du lieu qui démontrent leur caractère sacré. Malgré le mépris dont ont fait preuve les Britanniques et les Australiens au cours de l'occupation de leur terre pendant les tests, les aborigènes ont continué à se battre pour leurs droits à prendre soins de leurs terres contaminées.
Le film, qui a été produit par Darren Dale, a remporté le prix AACTA 2020 de la meilleure réalisation dans la télévision non fictionnelle et le prix d'argent du documentaire (droits de l'homme) aux New York Festivals TV & Film Awards 2021,.